# Ravenea moorei
Ravenea moorei är en enhjärtbladig växtart som beskrevs av John Dransfield och Natalie Whitford Uhl. Ravenea moorei ingår i släktet Ravenea och familjen Arecaceae. IUCN kategoriserar arten globalt som akut hotad. Inga underarter finns listade i Catalogue of Life.